# Burggraf
Burggraf er en gammel tysk titel. Der findes ingen tilsvarende dansk benævnelse, men den kan oversættes til borggreve.
En Burggraf var indsat som lensmand på et kejserligt slot.